# اوسمار ماريس
اوسمار ماريس (بالإسبانية: Osmar Mares)‏ (17 يونيو 1987 بتوريون في المكسيك - ) هو لاعب كرة قدم مكسيكي في مركز الدفاع. شارك مع منتخب المكسيك تحت 20 سنة لكرة القدم. أما مع النوادي، فقد لعب مع سانتوس لاغونا ونادي أمريكا ونادي سان لويس.

## روابط خارجية
- اوسمار ماريس على موقع الاتحاد الدولي (مؤرشف)  (الإنجليزية)
- اوسمار ماريس على موقع قاعدة بيانات كرة القدم.إي يو (الإنجليزية)
- اوسمار ماريس على موقع Soccerway.com (الإنجليزية)
- اوسمار ماريس على موقع عالم كرة القدم.نت (الإنجليزية)
- اوسمار ماريس على موقع AS.com (الإسبانية)